# Mira Kuisma
Mira Kuisma (Kuopio, 6 maggio 1987) è una hockeista su ghiaccio finlandese.

## Palmarès

### Olimpiadi
- Bronzo a Vancouver 2010.